# خانه مالکی
خانه مالکی مربوط به دوره قاجار است و در خوسف، ضلع شمالی خیابان اصلی واقع شده و این اثر در تاریخ ۲۵ اسفند ۱۳۷۹ با شمارهٔ ثبت ۳۴۴۳ به‌عنوان یکی از آثار ملی ایران به ثبت رسیده است.